# Szellő (település)
Szellő (horvátul: Seluv) község Baranya vármegyében, a Pécsváradi járásban.

## Fekvése
Pécsváradtól délre fekszik, a Karasica-patak mellett. A szomszédos települések: észak felől Erzsébet, északkelet felől Kékesd, kelet felől Maráza, délkelet felől Liptód, dél felől Máriakéménd, délnyugat felől pedig Kátoly.

### Megközelítése
Csak közúton közelíthető meg, a Szederkény és Pécsvárad közt húzódó 5608-as úton.

## Története
Szellő és környéke már a honfoglalás előtt lakott hely volt, ezt igazolják a falu területén talált avar korból származó leletek is.
Nevét az oklevelek 1291-ben említették először egy tizedjegyzékben.
A falu a Pécs-Pécsvárad közötti borkereskedés útvonalának egyik állomása volt.
Az először a patak melletti lapályon álló falu a gyakori áradások miatt később magasabbra, mai helyére költözött át.
A török időkben sem néptelenedett el, mindvégig lakott maradt, bár lakói megfogyatkoztak.
A XVIII. században a megfogyatkozott lélekszámú településre német telepesek érkeztek, akiknek magukkal hozott fejlettebb mezőgazdasági kultúrája által fellendült a falu fejlődése.
1945 utáni kitelepítésekkor innen is több családot kitelepítettek, helyükre később főleg a csehszlovák–magyar lakosságcsere keretében felvidéki magyarok érkeztek.
A XX. század elején Szellő település Baranya vármegye Pécsváradi járásához tartozott.
Az 1910-es népszámláláskor 417 lakosa volt a településnek. Ebből 246 magyar, 171 német volt, melyből 410 római katolikus, 6 izraelita volt.
A 2001-es népszámlálási adatok szerint 173 lakos élt a faluban. 2008. január 1-jén 160 lakosa volt.

## Közélete

### Polgármesterei
- 1990–1994: Tóth Sándor (független)[4]
- 1994–1998: Tóth Sándor (független)[5]
- 1998–2002: Tóth Sándor (független)[6]
- 2002–2006: Szondi Imre (független)[7]
- 2006–2008: Szondi Imre (független)[8]
- 2008–2010: Wesz Józsefné (független)[9]
- 2010–2014: Wesz Józsefné (független)[10]
- 2014–2019: Wesz Józsefné (független)[11]
- 2019–2024: Wesz Józsefné (független)[12]
- 2024– : Wesz Józsefné (független)[1]

A településen 2008. május 18-án időközi polgármester-választást tartottak, az előző polgármester lemondása miatt.

## Népesség
A település népességének változása:
| Lakosok száma | 136  | 133  | 137  | 138  | 130  | 113  | 106  | 106  |
|               | 2013 | 2014 | 2015 | 2019 | 2021 | 2022 | 2023 | 2024 |

A 2011-es népszámlálás során a lakosok 97,7%-a magyarnak, 0,8% cigánynak, 4,7% németnek, 1,6% ukránnak mondta magát (2,3% nem nyilatkozott; a kettős identitások miatt a végösszeg nagyobb lehet 100%-nál). A vallási megoszlás a következő volt: római katolikus 54,7%, református 3,1%, evangélikus 3,9%, görögkatolikus 0,8%, felekezeten kívüli 14,8% (21,9% nem nyilatkozott).
2022-ben a lakosság 87,6%-a vallotta magát magyarnak, 2,7% németnek, 0,9% cigánynak, 0,9% horvátnak, 2,7% egyéb, nem hazai nemzetiségűnek (12,4% nem nyilatkozott; a kettős identitások miatt a végösszeg nagyobb lehet 100%-nál). Vallásuk szerint 37,2% volt római katolikus, 3,5% református, 3,5% evangélikus, 0,9% egyéb keresztény, 0,9% egyéb katolikus, 11,5% felekezeten kívüli (41,6% nem válaszolt).

## Nevezetességei
- Lélekharang – A kitelepített családok emlékére Gombos Miklós harangöntő mester öntötte.

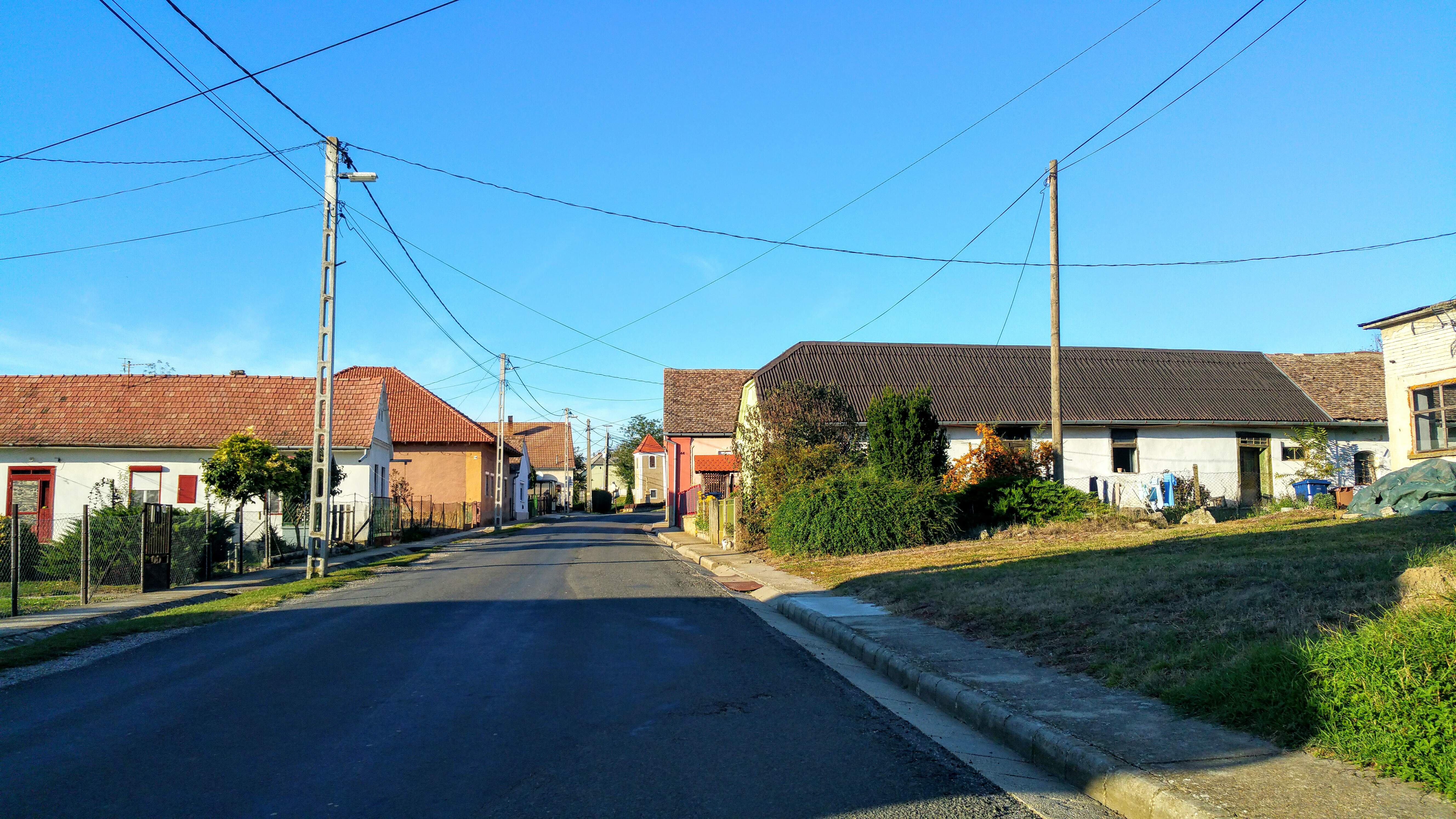
utcarészlet

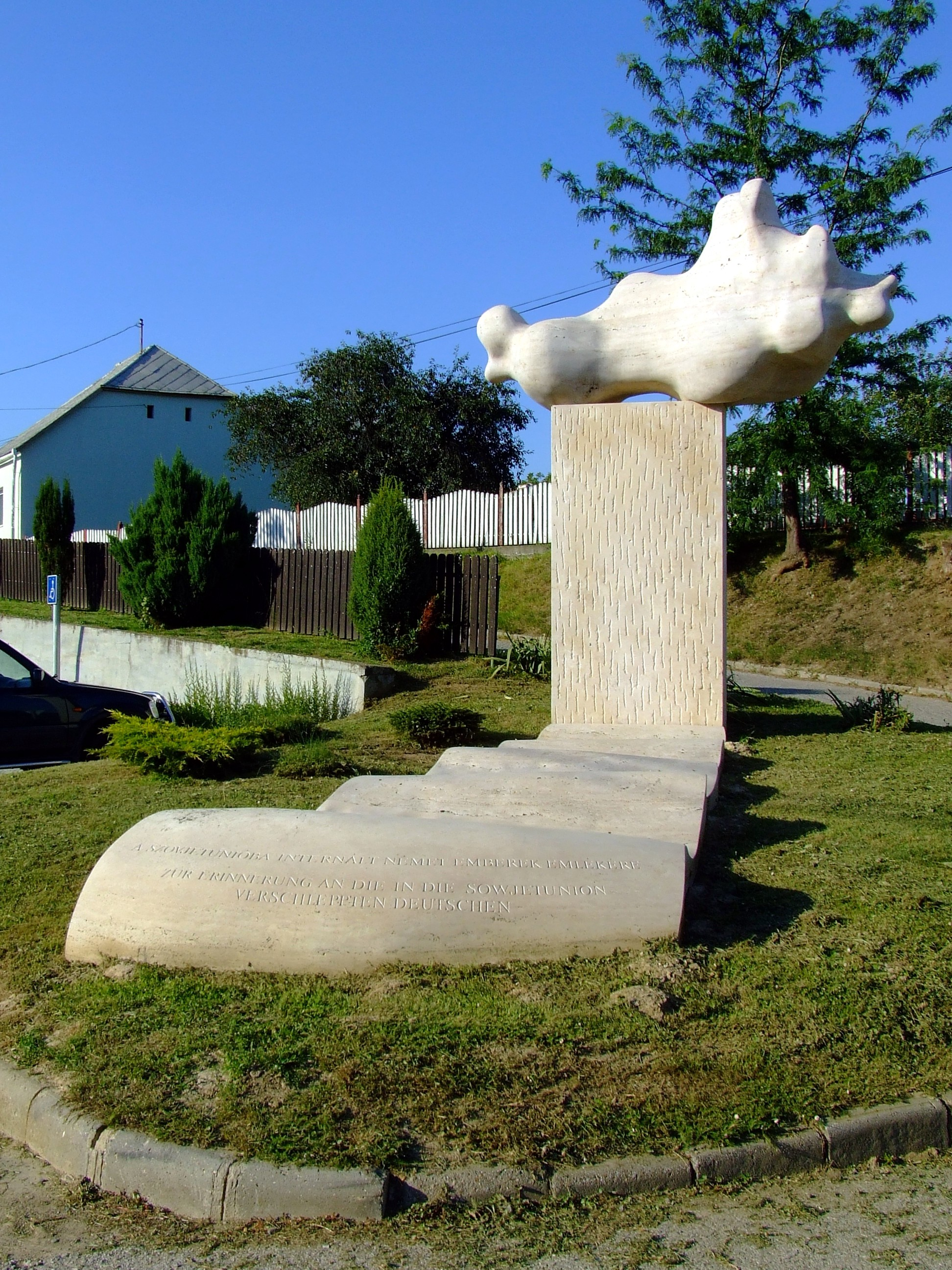
A Szovjetunióba internált német emberek emlékére emelt emlékmű